# Nicole Bogner
Pour les articles homonymes, voir Bogner.
 (septembre 2018).
Nicole Bogner, née le 22 mars 1984 et morte le 6 janvier 2012 est une chanteuse autrichienne, connue pour avoir été la première chanteuse féminine du groupe de power metal symphonique Visions of Atlantis, de 2000 à 2005. Sa voix est celle d'une mezzo-soprano, par laquelle elle s'est aussi fait connaître en chantant de la musique classique et dans un chœur.

## Avec Visions Of Atlantis
À l'âge de 16 ans, elle rencontre le groupe Visions of Atlantis formé et créé à partir de la fascination de ses fondateurs (Werner Fiedler, Thomas Caser, Christian Stani et Chris Kamper) pour le mythe de l'Atlantide et les secrets de l'Océan. En automne, Nicole se joint au groupe et peu après ils sortent leur première démo dénommé Morning in Atlantis, composés de trois titres
En 2002, Nicole Bogner et le groupe sortent leur premier album : Eternal Endless Infinity. La belle voix inquiétante de Nicole Bogner forme une magnifique combinaison avec celle de Christian Stani.
En novembre 2004, après des changements dans le groupe, elle chante maintenant avec Mario Plank. Leur deuxième album est celui qui les porte au succès. Au début de 2005 Visions of Atlantis fait une tournée européenne. Après la tournée, Nicole quitte le groupe pour raisons personnelles.

## Mort
Le 6 janvier 2012, Visions of Atlantis annonce sur Facebook que Nicole est décédée à l'âge de 27 ans après avoir lutté contre un cancer durant une « longue période ». Le groupe s'est exprimé ainsi : « C'est avec une profonde tristesse et le plus grand respect que nous informons nos fans que notre ancienne chanteuse Nicole Bogner nous a quittés à l'âge de 27 ans après avoir longtemps combattu une grave maladie. Le groupe est sous le choc à la suite de cette perte d'un ancien membre de la famille Visions Of Atlantis mais nous souhaitons exprimer notre sincère gratitude envers Nicole pour cinq années durant lesquelles nous avons partagé une même vision musicale mais aussi pour plus d'une décennie d'amitié dans et en dehors de Visions Of Atlantis. Sans Nicole, Visions Of Atlantis ne serait jamais né et sa voix et sa personnalité uniques ont été une part importante du groupe. Avec Nicole, c'est une grande part de Visions Of Atlantis qui meurt. Nous conserverons toujours ton âme chaleureuse et ton grand cœur comme un trésor, nous ne t'oublierons jamais Nici. Repose en paix NICOLE et merci beaucoup! La famille-VoA. »
Le groupe lui dédiera l'album Ethera.

### Albums studio
- 2002 : Eternal Endless Infinity
- 2004 : Cast Away